# Vishrampur
Vishrampur é uma vila no distrito de Surguja, no estado indiano de Chhattisgarh.

## Demografia
Segundo o censo de 2001, Vishrampur tinha uma população de 12 366 habitantes. Os indivíduos do sexo masculino constituem 53% da população e os do sexo feminino 47%. Vishrampur tem uma taxa de literacia de 77%, superior à média nacional de 59,5%: a literacia no sexo masculino é de 83% e no sexo feminino é de 70%. Em Vishrampur, 12% da população está abaixo dos 6 anos de idade.